# 507 до н. е.
507 до н. е. рік до юліанського римського календаря. Також відомий як рік консульства Публіколи і Пульвілла (або, рідше, 247 Ab Urbe condita).

## Події
- реформи та закони Клісфена.

## Народились
- Лу Бань

## Померли
| рік | Це незавершена стаття про рік. Ви можете допомогти проєкту, виправивши або дописавши її. |